# 多米尼克·巴拉泰利
多米尼克·巴拉泰利（法語：Dominique Baratelli，1947年12月26日—）是一名法國前職業足球運動員，在場上司職龍門。

## 職業生涯
巴拉泰利出生於尼斯，他在尼斯開始了他的足球生涯，並於1967年轉為職業球員，當時轉投當時的甲級聯賽球隊阿些斯奧。巴拉泰利於1971年轉會至尼斯，並一直效力到1978年，並首次代表法國國家隊出場。他在1978年和1982年的法國世界盃陣容中被提名，但只參加一場首輪比賽，即1978年以1-2被當屆冠軍阿根廷擊敗的賽事，在那場比賽中，他在55分鐘時換下受傷的正選門將讓-保羅·伯特蘭-德馬內斯分鐘。
1978年，巴拉泰利轉投 巴黎聖日耳門，並在1982年和1983年贏得法國盃冠軍，並於1985年結束職業生涯。如今，巴拉泰利是法國南部濱海卡涅的青年足球教練。
巴拉泰利為法國隊出場21次，另外25次被選為後備門將。巴拉泰利上彈593場法國甲級聯賽（歷史第四高），其間他射入兩球。

## 外部連結
- 多米尼克·巴拉泰利 （页面存档备份，存于）於法國足球總會
- 多米尼克·巴拉泰利於法國足球總會（存檔）